# Équipe cycliste Faemino-Faema

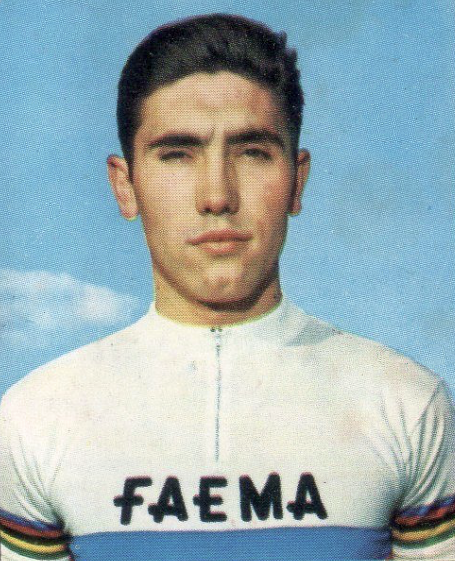
Eddy Merckx chez Faema (1968).

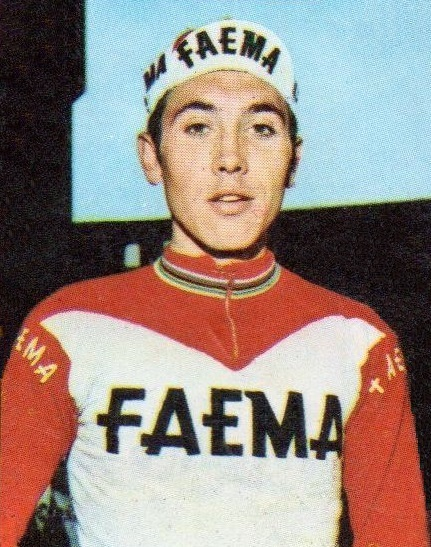
Eddy Merckx chez Faema (1969).

L'équipe cycliste Faemino-Faema (connue comme l'équipe Faema durant ses deux premières années d'existence) est une équipe cycliste sur route, qui a existé entre 1968 et 1970. D'origine italienne, elle court également sous licence belge.
C'est avec cette équipe que le Belge Eddy Merckx remporte ses premiers grands succès.
Elle ne doit pas être confondue avec l'équipe de Rik Van Looy, également appelée Faema et qui a existé entre 1955 et 1962.

## Histoire de l'équipe
En 1968, Carlo Valente, propriétaire de la marque de café Faema, basée à Binasco lance une nouvelle marque de café soluble, Faemino. Il décide de promouvoir sa marque en créant une nouvelle équipe cycliste.
La firme sera le sponsor principal de l'équipe, qui lui devra son nom et la couleur rouge et blanche de son maillot. Le manager général Vincenzo Giacotto, fait signer un contrat à la nouvelle star montante Eddy Merckx, qui voit son salaire tripler. Interrogé sur la signification du sigle FAEMA, Merckx aurait un jour répondu avec humour que cela voulait dire Faites attention, Eddy Merckx arrive.
Les principaux coureurs de l'équipe sont Eddy Merckx, Luciano Armani, Italo Zilioli, Vittorio Adorni, Joseph Bruyère et Roger Swerts.
Merckx remporte deux Giros (1968 et 1970) et deux Tours de France (1969 et 1970). Guido Reybrouck gagne Paris-Tours et l'Amstel Gold Race, tandis que Vittorio Adorni devient champion du monde en 1968. En 1969, l'équipe remporte la Coupe du monde intermarques.
En 1970, Faema licencie du personnel pour faire des économies et doit, sous la pression des syndicats, dissoudre l'équipe.

## Principales victoires

### Compétitions internationales
Contrairement aux autres courses, les championnats du monde de cyclisme sont disputés par équipes nationales et non par équipes commerciales.
- Championnats du monde sur route : 1
  - 1968 (Vittorio Adorni)

### Classiques
- Paris-Roubaix : Eddy Merckx (1968, 1970)
- Paris-Tours : Guido Reybrouck (1968)
- Milan-San Remo : Eddy Merckx (1969)
- Tour des Flandres : Eddy Merckx (1969)
- Amstel Gold Race : Guido Reybrouck (1969)
- Liège-Bastogne-Liège : Eddy Merckx (1969)
- Championnat de Zurich : Roger Swerts (1969)
- Flèche wallonne : Eddy Merckx (1970)
- Gand-Wevelgem : Eddy Merckx (1970)

### Courses par étapes
- Tour de Catalogne : Eddy Merckx (1968)
- Tour de Romandie : Eddy Merckx (1968)
- Paris-Nice : Eddy Merckx (1969 et 1970)
- Paris-Luxembourg : Eddy Merckx (1969)
- Semaine Catalane : Italo Zilioli (1970)
- Tour de Belgique : Eddy Merckx (1970)

### Championnats nationaux
- Championnats de Belgique sur route : 1
  - Course en ligne : 1970 (Eddy Merckx)
- Championnats de Belgique sur piste : 3
  - Omnium : 1968 (Patrick Sercu)
  - Américaine : 1968 (Patrick Sercu et Eddy Merckx) et 1969 (Patrick Sercu)

## Résultats sur les grands tours
| - Tour de France - 2 participations (1969, 1970) - 20 victoires d'étapes - 9 en 1969 : Eddy Merckx (6), Julien Stevens, Guido Reybrouck et Jozef Spruyt - 11 en 1970 : Eddy Merckx (8), Italo Zilioli, Jozef Spruyt et contre-la-montre par équipes - 2 victoires finales - Eddy Merckx : 1969 et 1970 - 8 classements annexes - Grand Prix de la montagne : Eddy Merckx (1969, 1970) - Classement du combiné : Eddy Merckx (1969, 1970) - Prix de la combativité : Eddy Merckx (1969, 1970) - Classement par points : Eddy Merckx (1969) - Classement par équipes : 1969 | - Tour d'Italie - 3 participations (1968, 1969, 1970) - 17 victoires d'étapes - 9 en 1968 : Eddy Merckx (4), Guido Reybrouck (3), Emilio Casalini et Lino Farisato - 4 en 1969 : Eddy Merckx (4) - 4 en 1970 : Eddy Merckx (3) et Italo Zilioli - 2 victoires finales - Eddy Merckx : 1968 et 1970 - 5 classements annexes - Grand Prix de la montagne : Eddy Merckx (1968) - Classement par points : Eddy Merckx (1968) - Classement par équipes : 1968, 1969 et 1970 | - Tour d'Espagne - 1 participation (1968) - 1 victoire d'étape - 1 en 1968 : Victor Van Schil - 0 victoire finale - 0 classement annexe |

## Effectif

### 1968
| Effectif 1968             | Effectif 1968     | Effectif 1968 | Effectif 1968                |
| Cycliste                  | Date de naissance | Pays          | Équipe précédente            |
| ------------------------- | ----------------- | ------------- | ---------------------------- |
| Vittorio Adorni           | 14 novembre 1937  | Italie        | Salamini-Luxor TV (1967)     |
| Luciano Armani            | 12 octobre 1940   | Italie        |                              |
| Antonio Bailetti          | 29 septembre 1937 | Italie        | Salvarani (1967)             |
| Giovanni Bettinelli       | 5 mars 1935       | Italie        |                              |
| Emilio Casalini           | 5 novembre 1941   | Italie        |                              |
| Vittorio Casati           | 8 mai 1938        | Italie        | Carpano (1964)               |
| Noël De Pauw              | 25 juillet 1942   | Belgique      |                              |
| Julien Delocht            | 21 février 1942   | Belgique      |                              |
| Mino Denti                | 5 février 1945    | Italie        |                              |
| Lino Farisato             | 15 mars 1945      | Italie        |                              |
| Lauro Grazioli            | 25 novembre 1943  | Italie        |                              |
| Robert Lelangue           | 4 février 1940    | Belgique      | Roméo-Smith's (1967)         |
| Bruno Mealli              | 20 novembre 1937  | Italie        | Salamini-Luxor TV (1967)     |
| Eddy Merckx               | 17 juin 1945      | Belgique      | Peugeot-BP-Michelin (1967)   |
| Ambrogio Portalupi        | 25 janvier 1943   | Italie        |                              |
| Guido Reybrouck           | 25 décembre 1941  | Belgique      | Roméo-Smith's (1967)         |
| Guido De Rosso            | 28 septembre 1940 | Italie        | Vittadello (1967)            |
| Pietro Scandelli          | 16 octobre 1941   | Italie        |                              |
| Patrick Sercu             | 27 juin 1944      | Belgique      | Flandria-De Clerck (1967)    |
| Luciano Soave             | 21 août 1942      | Italie        |                              |
| Joseph Spruyt             | 25 février 1943   | Belgique      | Mercier-BP-Hutchinson (1967) |
| Roger Swerts              | 28 décembre 1942  | Belgique      | Mercier-BP-Hutchinson (1967) |
| Martin Van Den Bossche    | 10 mars 1941      | Belgique      | Smith's (1968)               |
| Victor Van Schil          | 21 décembre 1939  | Belgique      | Flandria-De Clerck (1967)    |
| Luigi Zuccotti            | 14 janvier 1942   | Italie        |                              |
|                           |                   |               |                              |
| Source : Cycling Archives |                   |               |                              |

### 1969
| Effectif 1969             | Effectif 1969     | Effectif 1969 | Effectif 1969                   |
| Cycliste                  | Date de naissance | Pays          | Équipe précédente               |
| ------------------------- | ----------------- | ------------- | ------------------------------- |
| Etienne Antheunis         | 15 juin 1947      | Belgique      |                                 |
| Antonio Bailetti          | 29 septembre 1937 | Italie        | Salvarani (1967)                |
| Frans Brands              | 31 mai 1940       | Belgique      | Smith's (1968)                  |
| Tino Conti                | 26 novembre 1945  | Italie        |                                 |
| Julien Delocht            | 21 février 1942   | Belgique      |                                 |
| Francesco Desaymonet      | 20 avril 1943     | Italie        |                                 |
| Pietro Di Caterina        | 13 janvier 1945   | Italie        |                                 |
| Lino Farisato             | 15 mars 1945      | Italie        |                                 |
| Eddy Merckx               | 17 juin 1945      | Belgique      | Peugeot-BP-Michelin (1967)      |
| Frans Mintjens            | 23 novembre 1946  | Belgique      |                                 |
| Englebert Opdebeeck       | 27 décembre 1946  | Belgique      |                                 |
| Adelio Re                 | 22 juillet 1944   | Italie        |                                 |
| Guido Reybrouck           | 25 décembre 1941  | Belgique      | Roméo-Smith's (1967)            |
| Guido De Rosso            | 28 septembre 1940 | Italie        | Vittadello (1967)               |
| Pietro Scandelli          | 16 octobre 1941   | Italie        |                                 |
| Willy Scheers             | 29 mars 1947      | Belgique      |                                 |
| Patrick Sercu             | 27 juin 1944      | Belgique      | Faema (1969)                    |
| Luciano Soave             | 21 août 1942      | Italie        |                                 |
| Joseph Spruyt             | 25 février 1943   | Belgique      | Mercier-BP-Hutchinson (1967)    |
| Julien Stevens            | 25 février 1943   | Belgique      | Smith's (1968)                  |
| Roger Swerts              | 28 décembre 1942  | Belgique      | Mercier-BP-Hutchinson (1967)    |
| Bernard Van De Kerckhove  | 8 juillet 1941    | Belgique      | Pelforth-Sauvage-Lejeune (1968) |
| Martin Van Den Bossche    | 10 mars 1941      | Belgique      | Smith's (1968)                  |
| Victor Van Schil          | 21 décembre 1939  | Belgique      | Flandria-De Clerck (1967)       |
| Valère Van Sweevelt       | 15 avril 1947     | Belgique      |                                 |
| Georges Vandenberghe      | 28 décembre 1941  | Belgique      | Smith's (1968)                  |
| Herman Vrijders           | 29 juillet 1946   | Belgique      | Smith's (1968)                  |
|                           |                   |               |                                 |
| Source : Cycling Archives |                   |               |                                 |

### 1970
| Effectif 1970        | Effectif 1970     | Effectif 1970 | Effectif 1970                |
| Cycliste             | Date de naissance | Pays          | Équipe précédente            |
| -------------------- | ----------------- | ------------- | ---------------------------- |
| Etienne Antheunis    | 15 juin 1947      | Belgique      |                              |
| Joseph Bruyère       | 5 octobre 1948    | Belgique      |                              |
| Pietro Campagnari    | 15 mai 1941       | Italie        | Sanson (1969)                |
| Julien Delocht       | 21 février 1942   | Belgique      |                              |
| Francesco Desaymonet | 20 avril 1943     | Italie        |                              |
| Pietro Di Caterina   | 13 janvier 1945   | Italie        |                              |
| Lino Farisato        | 15 mars 1945      | Italie        |                              |
| Fernand Hermie       | 24 janvier 1945   | Belgique      |                              |
| Jos Huysmans         | 18 décembre 1941  | Belgique      | Dr. Mann-Grundig (1969)      |
| Roger Kindt          | 18 septembre 1945 | Belgique      |                              |
| Eddy Merckx          | 17 juin 1945      | Belgique      | Peugeot-BP-Michelin (1967)   |
| Frans Mintjens       | 23 novembre 1946  | Belgique      |                              |
| Willy Monty          | 11 octobre 1939   | Belgique      | Peugeot-BP-Michelin (1969)   |
| Adelio Re            | 22 juillet 1944   | Italie        |                              |
| Pietro Scandelli     | 16 octobre 1941   | Italie        |                              |
| Willy Scheers        | 29 mars 1947      | Belgique      |                              |
| Joseph Spruyt        | 25 février 1943   | Belgique      | Mercier-BP-Hutchinson (1967) |
| Julien Stevens       | 25 février 1943   | Belgique      | Smith's (1968)               |
| Roger Swerts         | 28 décembre 1942  | Belgique      | Mercier-BP-Hutchinson (1967) |
| Arthur Van De Vijver | 29 février 1948   | Belgique      |                              |
| Victor Van Schil     | 21 décembre 1939  | Belgique      | Flandria-De Clerck (1967)    |
| Georges Vandenberghe | 28 décembre 1941  | Belgique      | Smith's (1968)               |
| Italo Zilioli        | 24 septembre 1941 | Italie        | Filotex (1969)               |
|                      |                   |               |                              |
| Source : UCI         |                   |               |                              |